# Cithaerias merolina
Cithaerias merolina är en fjärilsart som beskrevs av Jose Francisco Zikán 1942. Cithaerias merolina ingår i släktet Cithaerias och familjen praktfjärilar. Inga underarter finns listade i Catalogue of Life.